# Фраттон Парк
«Фраттон Парк» (англ. Fratton Park) — футбольний стадіон у Портсмуті, Англія, домашня арена ФК «Портсмут».
Стадіон побудований протягом 1898—1899 та відкритий 15 серпня 1899 року. У 2007 році здійснена капітальна реконструкція арени.